# Чемпионат Северной, Центральной Америки и Карибского бассейна по волейболу среди женщин 2001
17-й чемпионат Северной, Центральной Америки и Карибского бассейна (NORCECA) по волейболу среди женщин прошёл с 10 по 14 октября 2001 года в Санто-Доминго (Доминиканская Республика) с участием 6 национальных сборных команд. Чемпионский титул в третий раз в своей истории выиграла сборная США.

## Команды-участницы
Доминиканская Республика, Коста-Рика, Куба, Мексика, Сальвадор, США.

## Система проведения чемпионата
6 команд-участниц на предварительном этапе разбиты на две группы. По две лучшие команды из групп выходят в полуфинал плей-офф и по системе с выбыванием определяют призёров первенства. Итоговые 5—6-е места разыгрывают команды, занявшие в группах третьи места.

## Предварительный этап

### Группа А
| М | Команда                  | 1   | 2   | 3   | И | В | П | С/П | О |
| - | ------------------------ | --- | --- | --- | - | - | - | --- | - |
| 1 | Доминиканская Республика |     | 3:0 | 3:0 | 2 | 2 | 0 | 6:0 | 4 |
| 2 | Мексика                  | 0:3 |     | 3:1 | 2 | 1 | 1 | 3:4 | 3 |
| 3 | Коста-Рика               | 0:3 | 1:3 |     | 2 | 0 | 2 | 1:6 | 2 |

10 октября: Доминиканская Республика — Коста-Рика 3:0 (25:12, 25:9, 25:15).
11 октября: Мексика — Коста-Рика 3:1 (25:14, 25:17, 22:25, 25:18).
12 октября: Доминиканская Республика — Мексика 3:0 (25:16, 25:14, 25:17).

### Группа В
| М | Команда   | 1   | 2   | 3   | И | В | П | С/П | О |
| - | --------- | --- | --- | --- | - | - | - | --- | - |
| 1 | США       |     | 3:2 | 3:0 | 2 | 2 | 0 | 6:2 | 4 |
| 2 | Куба      | 2:3 |     | 3:0 | 2 | 1 | 1 | 5:3 | 3 |
| 3 | Сальвадор | 0:3 | 0:3 |     | 2 | 0 | 2 | 0:6 | 2 |

10 октября: США — Сальвадор 3:0 (25:6, 25:2, 25:3).
11 октября: Куба — Сальвадор 3:0 (25:10, 25:13, 25:10).
12 октября: США — Куба 3:2 (27:29, 28:26, 24:26, 25:19, 15:12).

## Матч за 5-е место
14 октября
Коста-Рика — Сальвадор 3:0

## Плей-офф

### Полуфинал
13 октября
Куба — Доминиканская Республика 3:2 (17:25, 22:25, 25:20, 25:23, 15:9)
США — Мексика 3:1 (25:18, 25:18, 22:25, 25:23)

### Матч за 3-е место
14 октября
Доминиканская Республика — Мексика 3:1 (25:17, 22:25, 25:16, 25:17)

### Финал
14 октября
США — Куба 3:1 (20:25, 25:22, 25:18, 27:25)

## Итоги

### Положение команд
| США                      |
| Куба                     |
| Доминиканская Республика |
| 4. Мексика               |
| 5. Коста-Рика            |
| 6. Сальвадор             |

### Призёры
США: Даниэль Скотт, Стэси Сикора, Элизабет Бэчмэн, Хизер Боун, Робин А Моу, Логан Том, Сара Норьега, Николь Бранах, Сара Батлер, Терезе Кроуфорд, Тара Кросс-Бэттл, Чарлен Тагалоа. Главный тренер — Тосиаки Ёсида.
  Куба: Регла Торрес Эррера, Ана-Ибис Фернандес Валье, Индира Местре Баро, Юмилка Руис Луасес, Майбелис Мартинес Адлум, Яйма Ортис Чарро, Лиана Меса Луасес, Анниара Муньос Каррасана, Марта Санчес Сальфран, Сойла Баррос Фернандес, Мислейдис Мартинес, Йослан Муньос. Главный тренер — Луис Фелипе Кальдерон Блет.
  Доминиканская Республика: Юделкис Баутиста, Франсия Джексон Кабрера, Милагрос Кабраль де ла Крус, Присилла Ривера Бренс, Косири Родригес Андино, ...

### Индивидуальные призы
MVP:  Тара Кросс-Бэттл
Лучшая нападающая:  Хизер Боун
Лучшая блокирующая:  Сара Норьега
Лучшая на подаче:
Лучшая в защите:
Лучшая на приёме:  Стэси Сикора
Лучшая связующая:  Робин А Моу
Лучшая либеро: